# Kalda
Kalda (en rus: Калда) és un poble de l'óblast d'Uliànovsk, a Rússia, que en el cens del 2010 tenia 1.696 habitants. Pertany al districte de Barix.